# Synagoge (Spišská Nová Ves)

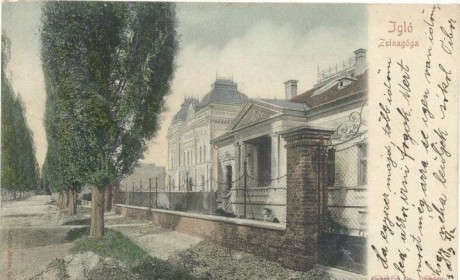
Postkarte mit der Synagoge in Spišská Nová Ves (Bildmitte mit den zwei Ecktürmen)

Die Synagoge in Spišská Nová Ves (deutsch (Zipser) Neu(en)dorf, ungarisch Igló), einer Stadt in der Ostslowakei, wurde 1899 errichtet.
Die freistehende Synagoge im Stil des Neoklassizismus hatte ihre Westfassade zur Straße hin. An dieser Seite waren auch die Ecktürme.
Die Synagoge wurde Ende 1944 in Brand gesetzt und völlig zerstört.